# Diego Ibarra
Diego Ibarra is een gemeente in de Venezolaanse staat Carabobo. De gemeente telt 121.000 inwoners. De hoofdplaats is Mariara.